# Herman Whiton
Herman Frasch Whiton (ur. 6 kwietnia 1904 w Cleveland, zm. 6 września 1967 w Nowym Jorku) – amerykański żeglarz sportowy. Dwukrotny złoty medalista olimpijski.
Brał udział w trzech igrzyskach (IO 28, IO 48, IO 52). W 1948 i 1952 zdobywał, z dwoma różnymi załogami, złote medale olimpijskie w klasie 6 metrów. W 1952 płynęła z nim m.in. jego żona Emelyn.